# 2000 في لاتفيا
فيما يلي قوائم الأحداث التي وقعت خلال عام 2000 في لاتفيا.

## رياضة
- 1 يناير – كأس رابطة الدول المستقلة 2000 الفائز سبارتاك موسكو.

## مواليد

### يناير
- 1 يناير – آيا تيراودا

## وفيات

### يناير
- 1 يناير – هربرت فون كوهلبرغ (مواليد 1893) سبّاح لاتفي.
- 31 يناير – غيل كين (مواليد 1926) فنان قصص مصورة من الولايات المتحدة الأمريكية.